# Aplocheilichthys antinorii
Aplocheilichthys antinorii е вид лъчеперка от семейство Poeciliidae. Видът е незастрашен от изчезване.

## Разпространение
Разпространен е в Етиопия.

## Описание
На дължина достигат до 4,5 cm.